# Lychas armillatus
Espèce
Synonymes
- Scorpio armillatus Gervais, 1841
- Isometrus infuscatus Pocock, 1891
- Lychas infuscatus (Pocock, 1891)

Lychas armillatus est une espèce de scorpions de la famille des Buthidae.

## Distribution
Cette espèce est endémique des Philippines.

## Description
La femelle décrite par Lourenço en 2013 mesure 42,9 mm.

## Systématique et taxinomie
Cette espèce a été décrite sous le protonyme Scorpio armillatus par Gervais en 1841. Elle est placée dans le genre Isometrus par Simon en 1877. Elle est placée en synonymie avec Isometrus mucronatus par Thorell en 1888.
Elle est relevée de synonymie par Lourenço en 2013 qui dans le même temps place Lychas infuscatus en synonymie.

## Publication originale
- Gervais, 1841 : « Arachnides. » Voyage autour du monde exécuté pendant les années 1836 et 1837 sur la corvette La Bonite, commandée par M. Vaillant. Publié par ordre du roi sous les auspices du Département de la Marine. Zoologie. Aptères. Paris, Arthus Bertrand, p. 281–285.